# Maurice d'Ocagne
Philbert Maurice d'Ocagne (Paris, 25 de março de 1862 – Le Havre, 23 de setembro de 1938) foi um engenheiro e matemático francês.
É conhecido principalmente por seus trabalhos sobre nomografia, termo cunhado por ele.
Foi palestrante convidado do Congresso Internacional de Matemáticos em Paris (1900), Roma (1908: La technique de calcul considérée principalement au point de vuede la science de l'ingénieur e Sur la rectification graphique aprochée des arcs de cercle) e Estrasburgo (1920).

## Obras
- D'Ocagne, M.: Procédé nouveau de calcul graphique. A.P.C. (Annales des Ponts et Chaussées), novembro de 1884, p. 73.
- D'Ocagne, M.: Nomographie. Les calculs usuels effectués au moyen des abaques. Essai d'une théorie général. Gauthier-Villars. Paris, 1891.
- D'Ocagne, M.: Le calcul simplifié par les procédés mécaniques et graphiques. Gauthier-Villars. Paris. 1ª edição, 1894; 2ª ed. ampliada, 1905; 3ª ed. completamente revisada e ampliada, 1928. Tradução inglesa desta última por J. Howlett e M. R. Williams, com introdução e notas: Le calcul simplifié: graphical and mechanical methods for simplifying calculation. Volumen 11 de la "Charles Babbage Institute Reprint Series for the History of Computing". The MIT Press e Tomash Publishers. 1986. ISBN 0-262-15032-8.
- D'Ocagne, M.: Traité de nomographie. Gauthier-Villars. Paris, 1899; 2ª edição, 1921.
- D'Ocagne, M.: Exposé synthétique des principes fondamentaux de la nomographie. J.E.P., segunda série, vol. VIII, p. 97 (1903).
- D'Ocagne, M.: Calcul graphique et nomographie. Doin. Paris, 1907; 3ª edição, 1924.
- D'Ocagne, M.: Cours de géometrie pure et apliquée de l'École Polytechnique. 2 volúmenes. Gauthier-Villars. Paris, 1917, 1918.
- D'Ocagne, M.: Principes usuels de nomographie, avec application à divers problèmes concernant l'aviation et l'artillerie. Gauthier-Villars. Paris, 1920.
- D'Ocagne, M.: Vue d'ensemble sur les machines à calculer. Gauthier-Villars. Paris, 1922.
- D'Ocagne, M.: Esquisse d'ensemble de la nomographie. Sección IV de Mémorial des Sc. Math.. Gauthier-Villars. Paris, 1925.
- D'Ocagne, M.: Hommes & Choses de Science. Propos familiers. Deuxième Série. Librairie Vuibert. Paris, 1932.
- D'Ocagne, M.: Hommes & Choses de Science. Propos familiers. Troisième Série. Librairie Vuibert. Paris, 1936.